# Ichat
Ichat, av Apple skrivet iChat (även kallad iChat AV) är ett program från Apple Inc. som tillåter olika datoranvändare att meddela sig med varandra via direktmeddelanden.
Bland funktionerna märks möjligheten att hålla videokonferenser med upp till fyra deltagare eller ljudkonferenser med upp till tio deltagare.
Den första versionen av Ichat AV släpptes som en del av Mac OS X 10.3 i juni 2003. 
Nuvarande version är 4.0, vilken följer med Mac OS X 10.5.

## Protokoll som stöds
- AOL Instant Messenger
- ICQ
- Jabber och Google Talk (vilket inkluderar Facebooks chatt)
- Bonjour
- .Mac

## Kritik
Vanligaste kritiken mot Ichat är att det inte på ett enkelt sätt går att använda för att kommunicera med personer som använder sig av Windows Live Messenger.